# Rudolf Rademacher
Rudolf Rademacher (19 de Junho de 1913 – 13 de Junho de 1953) foi um piloto alemão da Luftwaffe durante a Segunda Guerra Mundial. Em mais de 500 missões de combate, abateu 97 aeronaves inimigas, o que fez dele um ás da aviação.
A 1 de Fevereiro de 1943, Walter Nowotny, o seu asa Karl Schnörrer, Anton Döbele e Rademacher, formaram uma equipa conhecida como "A Cadeia de Demónios" (Teufelskette) ou Nowotny Schwarm, que durante o decorrer da guerra obteve 524 vitórias aéreas, fazendo dela a melhor equipa de combate da história.